# Torrevelilla
Torrevelilla is een gemeente in de Spaanse provincie Teruel in de regio Aragón met een oppervlakte van 33,44 km². Torrevelilla telt 203 inwoners (1 januari 2016).

## Demografische ontwikkeling
Bron: INE, 1857-2011: volkstellingen